# Photonik (Zeitschrift)
Die Photonik war eine deutschsprachige Fachzeitschrift für die Optischen Technologien. Sie ging zurück auf eine der weltweit ersten Laser-Fachzeitschriften, die LASER (nicht zu verwechseln mit der später im mi-verlag gegründeten Zeitschrift, die anschließend im Verlag b-quadrat erschien).

## Geschichte
Die Photonik geht zurück auf die erste deutschsprachige Laser-Fachzeitschrift LASER mit Erstausgabe im März 1969. Sie erschien zuerst im schweizerischen Verlag Aargauer Tagblatt AG mit vier Ausgaben im Jahr. Chefredakteur war der in München residierende Hans K. Koebner. Sie wurde gegründet als Organ für Nachrichten über möglichst alle Verwendungsformen der Lasertechnik, als Informationsquelle mit Fachbeiträgen sowie als Forum für angewandte Forschung.
Schon 1970 gründete der deutsche Verlagsvertreter Werner Pagé in Stuttgart eine Verlagsschwester, die AT-Fachverlag GmbH, welche die Herausgabe der Laser übernahm. Ab 1998 trennten sich nach einer Fusion des Schweizer Mutterverlags mit einem anderen Zeitungsverlag die Wege der Verlagsehe zwischen dem Schweizer Zeitungs- und dem deutschen Fachzeitschriftenverlag. Seit 2012 ist die AT-Fachverlag GmbH ein Unternehmen der Holzmann Medien GmbH & Co KG in Bad Wörishofen.
Die Zeitschrift wurde zwischenzeitlich mehrfach umbenannt in Laser + Elektro-Optik (1972–1981), Laser und Optoelektronik (1982–1998) und LaserOpto (1999–2001). Uwe Brinkmann übernahm als Nachfolger von Köbner die Chefredaktion und später bekam sie eine stärker industriell ausgerichtete Schwesterzeitschrift Photonik als Kennziffernzeitschrift an die Seite gestellt. 2002 wurden beide unter dem Namen der Photonik zusammengeführt und auf das erweiterte Gebiet der optischen Technologien ausgerichtet. Chefredakteur wurde Johannes Kuppe, im Anschluss leitete Sylvia Kaschke bis Dezember 2017 die Redaktion der Fachzeitschrift, bevor im Januar 2018 Matthias Laasch die Position des Chefredakteurs übernahm.
Seit 2006 erschien die englischsprachige Photonik International mit ausgewählten Fachaufsätzen aus der deutschsprachigen Ausgabe. Eine zusätzliche Ausgabe BioPhotonik erschien seit 2008 in einer Auflage von 10.000 Exemplaren. Seit Juni 2002 enthielt die Photonik das regelmäßige Supplement Nanotechnik, die erste Publikation zu diesem Themenbereich im deutschen Sprachraum.
Aus wirtschaftlichen Gründen wurde die Publikation zum 31. Oktober 2020 eingestellt.